# Максимилиан Гессен-Кассельский
Максимилиан Гессен-Кассельский (нем. Maximilian von Hessen-Kassel; 28 мая 1689, Марбург — 8 мая 1753, Кассель) — принц Гессен-Кассельский и фельдмаршал императорской армии.

## Биография
Максимилиан — девятый сын ландграфа Карла и его супруги Амалии Курляндской, дочери Якоба Кетлера. После угасания линии Линзингенов в 1721 году и перехода ландграфству княжества Есберг в 1723 году Максимилиан получил владение Есберг.
В 1720 году Максимилиан заключил брак с Фридерикой Шарлоттой Гессен-Дармштадтской, дочерью ландграфа Эрнста Людвига Гессен-Дармштадтского.

## Потомки
- Карл (1721—1722)
- Ульрика Фридерика Вильгельмина (1722—1787), замужем за герцогом Фридрихом Августом Ольденбургским
- Кристина Шарлотта (1725—1782), канонисса Херфордского монастыря, коадъютор аббатисы Херфордского монастыря
- Мария (1726—1727)
- Вильгельмина (1726—1808), замужем за принцем Прусским Генрихом
- мертворождённый ребёнок (1729)
- Елизавета София Луиза (1730—1731)
- Каролина Вильгельмина София (1732—1759), замужем за князем Фридрихом Августом Ангальт-Цербстским